# コーナーショップ
コーナーショップ（Cornershop）は、イングランドのレスターで結成されたロックバンド。インド系英国人であるティジンダー・シンを中心として1991年に結成。バンドは現在に至るまで幾度かのメンバー交代を行ってきたが、実質的には結成時からのメンバーであるシンとベン・エアーズの2人によるデュオ体制を中心に活動している。バンド名の由来は、イングランドのアジアン・コミュニティーに数多く点在するコンビニエンスストアの典型的な通称（「街角の雑貨屋」といった意味）から。
ギター・ロックにインド音楽を配したエスニックなサイケデリック・ロックを主体に、デビュー前後はブリットポップ・ブームの流れにくみする扱われ方で登場したが、ブームが終息した後も、ハウス・ミュージック、ファンク、ヒップホップといったリズム・セクションをふんだんに取り込んで広くダンス・ミュージックの要素を横断しながら、同時にインスト重視のフュージョン路線にも裾野を広げている。

## 概要
1993年、最初の2枚のEPをまとめたコンピレーション・アルバム『Elvis Sex-Change』をリリース。この発表直後に起こしたEMI本社前でのモリッシーのポスターを焼き捨てるパフォーマンスで注目を集めたデビュー当初は、その言動からカレーパンクなどと揶揄されたが、1994年に発表したデビュー・アルバムがワールドミュージック探究に傾倒するデヴィッド・バーンに注目され、彼の主催するレーベル「ルアカ・バップ」から紹介されるなど、そのオルタナティブな音楽性に評価が高まり、翌年のセカンド・アルバムのリリースに伴ってはベックのツアーでオープニング・アクトにも抜擢された。
バンドを最も有名にしたのは1997年発表のサード・アルバム『ボーン・フォー・ザ・セヴンス・タイム』。この作品から彼らの代表曲である「ブリムフル・オブ・アーシャ」がヒット。ファットボーイ・スリムによるリミックス・バージョンは全英シングルチャートで1位を獲得。このリミックスはファットボーイ・スリムのベスト・アルバムにも収録されており、彼の代表的なリミックス・ワークのひとつとしても有名となった。ちなみにこの年には来日公演も行っている。
オアシスのノエル・ギャラガーが客演した2002年の4作目のアルバムに前後して、サイド・プロジェクト「クリントン（Clinton）」での活動や、ドキュメンタリー映像の作成などのため、コーナーショップ本体での活動ペースは緩やかとなっている。
2011年には、アルバム『Cornershop and the Double 'O' Groove Of』発表に合わせ、約10年ぶりの来日公演となるフジロックフェスティバルに出演。

## ディスコグラフィ

### スタジオ・アルバム
- 『ホールド・オン・イット・ハーツ』 - Hold On It Hurts (1994年)
- 『ウーマンズ・ガッタ・ハヴ・イット』 - Woman's Gotta Have It (1995年)
- 『ボーン・フォー・ザ・セヴンス・タイム』 - When I Was Born for the 7th Time (1997年)
- 『ハンドクリーム・フォー・ア・ジェネレーション』 - Handcream for a Generation (2002年)
- Judy Sucks a Lemon for Breakfast (2009年)
- Cornershop and the Double 'O' Groove Of (2011年)
- Urban Turban (2012年)
- Hold On It's Easy (2015年)
- England Is a Garden (2020年)

### コンピレーション・アルバム
- Elvis Sex-Change (1993年)
- Snap Yr Cookies (2013年)
- The Hot for May Sound (2013年)